# Тагільці
Тагі́льці (рос. Тагильцы) — село у складі Тавдинського міського округу Свердловської області.
Населення — 108 осіб (2010, 160 у 2002).
Національний склад населення станом на 2002 рік: росіяни — 91 %.